# Joana Maduka
Joana Maduka (née en 1941) est une ingénieure nigériane. Elle est devenue la première femme membre du Conseil pour la réglementation de l'ingénierie au Nigeria (en) (COREN) en 1974, puis sa première femme présidente, ainsi que la première femme présidente de la Nigerian Academy of Engineering (en) en 2016.

## Enfance et éducation
Maduka est née le 6 mai 1941 à Ilesha, dans l'actuel État d'Osun. Elle est le premier enfant de M. Daniel Dada et Olufunmilayo Layinka. Elle est allée à l'école méthodiste d'Otapete pour ses études primaires. Elle a fréquenté l'école méthodiste pour filles puis est allée à l'école Queen's en 1955. Elle a obtenu son B.Sc en physique appliquée de l'Université d'Ife en 1965. Elle a obtenu sa maîtrise en ingénierie du Trinity College de Dublin en 1969. En 1966, Maduka passe l'examen d'obtention du diplôme de l'Institution of Electrical Engineers (en) et le réussit.

## Carrière
Maduka a travaillé comme ingénieur assistant diplômé pour la Western Nigeria Television (en) (WNTV) à Ibadan en 1965. Elle était une apprentie diplômée de la division d'ingénierie de la Western Nigeria Broadcasting Corporation à Ibadan de 1965 à 1966. De 1966 à 1970, elle a été maître de conférences au département de physique appliquée de l'Université d'Ife. Elle a rejoint Leccom Associates, un cabinet d'ingénieurs-conseils, en 1970 et en est devenu le principal associé en 1975.
En 1993, Maduka fonde des Amis de l'environnement (Friends of the Environment), une innovation qui cherche à améliorer les énergies renouvelables, à gérer les déchets et à autonomiser les femmes.
Elle a également fondé l'Association of Professional Women Engineers of Nigeria (APWEN),,.
Maduka a été nommée présidente du Power Sector Group, créé par la Chambre de commerce et d'industrie de Lagos (en) en 2014 pour assurer des améliorations dans le secteur de l'électricité et protéger les intérêts des parties prenantes,,,.
Le 23 juin 2016, elle est devenue la neuvième présidente et la première femme présidente de la Nigerian Academy of Engineering,,,,,,,.

## Prix et distinctions
Elle est devenue la première femme membre du Conseil pour la réglementation de l'ingénierie au Nigeria (en) (COREN) en 1974. Elle est également membre de l'Institution of Electrical Engineers (en), de la Nigerian Society of Engineers (en) et de la Nigerian Academy of Engineering (en). Elle a été nommée membre honoraire du Nigerian Institute of Science Technology en 1987 et du Yaba College of Technology (en) en 1988. Elle a été honorée en tant que membre de l'Ordre de la République fédérale en 2008,. Elle est la première femme présidente du COREN.
Elle est l'actuelle présidente de la société Ijesha.

## Vie personnelle
Elle est mariée à Vincent Maduka (en), ancien directeur général de la Nigerian Television Authority (NTA). Ils ont quatre enfants